# Xanthorhoe subobscurata
Xanthorhoe subobscurata är en fjärilsart som beskrevs av Walker 1862. Xanthorhoe subobscurata ingår i släktet Xanthorhoe och familjen mätare. Inga underarter finns listade i Catalogue of Life.